# Daniel Francis
Daniel Francis (ur. 10 lipca 2002 w Bradford) – sierraleoński piłkarz grający na pozycji lewego obrońcy. Od 2020 jest zawodnikiem klubu Rot Weiss Ahlen.

## Kariera piłkarska
Swoją piłkarską karierę Francis rozpoczął w juniorach klubu Bradford City. W 2020 roku został piłkarzem niemieckiego klubu Rot Weiss Ahlen, grającego w rozgrywkach Regionalligi. 24 marca 2021 zadebiutował w jego barwach w wygranym 2:1 domowym meczu z Rot-Weiss Essen.
| Sezon   | Klub            | Kraj   | Rozgrywki         | Mecze | Gole |
| ------- | --------------- | ------ | ----------------- | ----- | ---- |
| 2020/21 | Rot Weiss Ahlen | Niemcy | Regionalliga West | 8     | 1    |

## Kariera reprezentacyjna
W reprezentacji Sierra Leone Francis zadebiutował 26 sierpnia 2021 w zremisowanym 0:0 towarzyskim meczu z Etiopią, rozegranym w Bahyr Dar. W 2022 roku został powołany do kadry na Puchar Narodów Afryki 2021. Nie rozegrał na nim jednak żadnego spotkania.